# اعجاز، ادلب
اعجاز (به عربی: اعجاز) یک روستا در سوریه است که در ناحیه سنجار واقع شده‌است. اعجاز ۱٬۳۴۱ نفر جمعیت دارد.